# Aknászhajó
Az aknászhajó a víziaknák elterjedésével az első világháborúra egyre több különleges hajóféleség jelent meg. Eleinte rombolókat tettek alkalmassá aknák telepítésére, majd felszedésére, de az aknák korszerűsödésével a második világháború folyamán szükségessé vált a kifejezetten erre a célra szolgáló hajók építése, demagnetizált hajótesttel a mágneses aknák ellen. A háború után már megjelenhettek a műanyagtestű hajók és a még speciálisabb berendezések is.

## Aknatelepítő és aknamentesítő rombolók
Az első és a második világháború folyamán az aknákkal végzet műveletekhez kevés különleges hajó állt rendelkezésre. Ezt a helyzetet sok állam haditengerészeténél a rendszerből kivont és némileg átalakított rombolókkal oldották meg. A telepítéshez aknarakó eszközökkel szerelték fel a hajókat és az aknák tárolásához szükséges hellyel látták el. Az aknamentesítőket demagnetizálni kellett időnként, ill. különféle trállokkal és késekkel ellátott eszközökkel szerelték fel.

## Aknamentesítő, aknakutató hajó
Az aknamentesítés és az aknafelderítés szakfeladatainak teljesítésére rendelt, annak megfelelően épített és felszerelt hajó. A hadiflották állományában a különleges rendeltetésű hajók osztályába tartozik, sebessége a harcihajókénál kisebb, fegyverzete gyengébb és csak védelmi rendeltetésű. A hajótest és a berendezések demagnetizáltak, megjelentek a műanyag hajótestek. A korszerű aknamentesítő hajók állandó mágneses és zajvédelemmel rendelkeznek.

## Aknamentesítő naszád, csónak
Az amerikaiak készítették sorozatban, a vietnámi harcok idején. Kisméretű 30 tonnás, és csak géppuskákkal volt felfegyverezve. A hajótest műanyagból épült, kifejezetten folyami használatra tervezték. Feladata a vietnámi folyók aknamentesítése volt, ill. járőr feladatok. Jelzése: MSB. Készítettek egy olyan naszádot is melyet egy nagyobb aknász hajó szállít a bevetési helyre, ott lerakja majd a feladat elvégzése után újra, felszedi a fedélzetére. Ezek szintén műanyag testűek, kis méretűek, vízkiszorításuk 6 t. Fegyverzetük nincs, csak folyami használatra szánva.

## Aknatelepítő hajó
Víziaknákat a célterületre, a tervezett felhasználási területre juttatását és elhelyezését végző különleges hajótípus. Az aknák telepítését végezhetik csúszdákról, daruról, torpedóvetőkből.

## Aknavadász-hajó
Az aknamentesítés új módja, amelynél a víziakna egyedi felderítését, azonosítását, majd a ráhelyezett robbanótöltettel való megsemmisítését egy folyamatban végzik; vezérhajóról távvezérelt önjáró csónak vagy önjáró merülős szerkezet felhasználásával.

## Aknamentesítőket támogató hajó
Az 1960-as években néhány régi partraszállító hajót építettek át erre a különleges feladatra. Fedélzetükön több aknamentesítő naszádot szállítottak és daruikkal ezeket telepíteni is tudták. Volt dokkhajó is átalakítva, itt értelemszerűen a hajó belső terében szállította a naszádokat, és a dokkban engedte a vízbe naszádjait. A vietnámi harcok idején ilyen hajókkal vitték az aknamentesítő naszádokat a folyókhoz, nagyobb mennyiségben, olcsóbb volt, mint ha vasúton vagy közúton tették volna egyenként.